# Orphanides-Tulpe
Die Orphanides-Tulpe (Tulipa orphanidea) ist eine Pflanzenart aus der Gattung der Tulpen (Tulipa) in der Familie der Liliengewächse (Liliaceae).

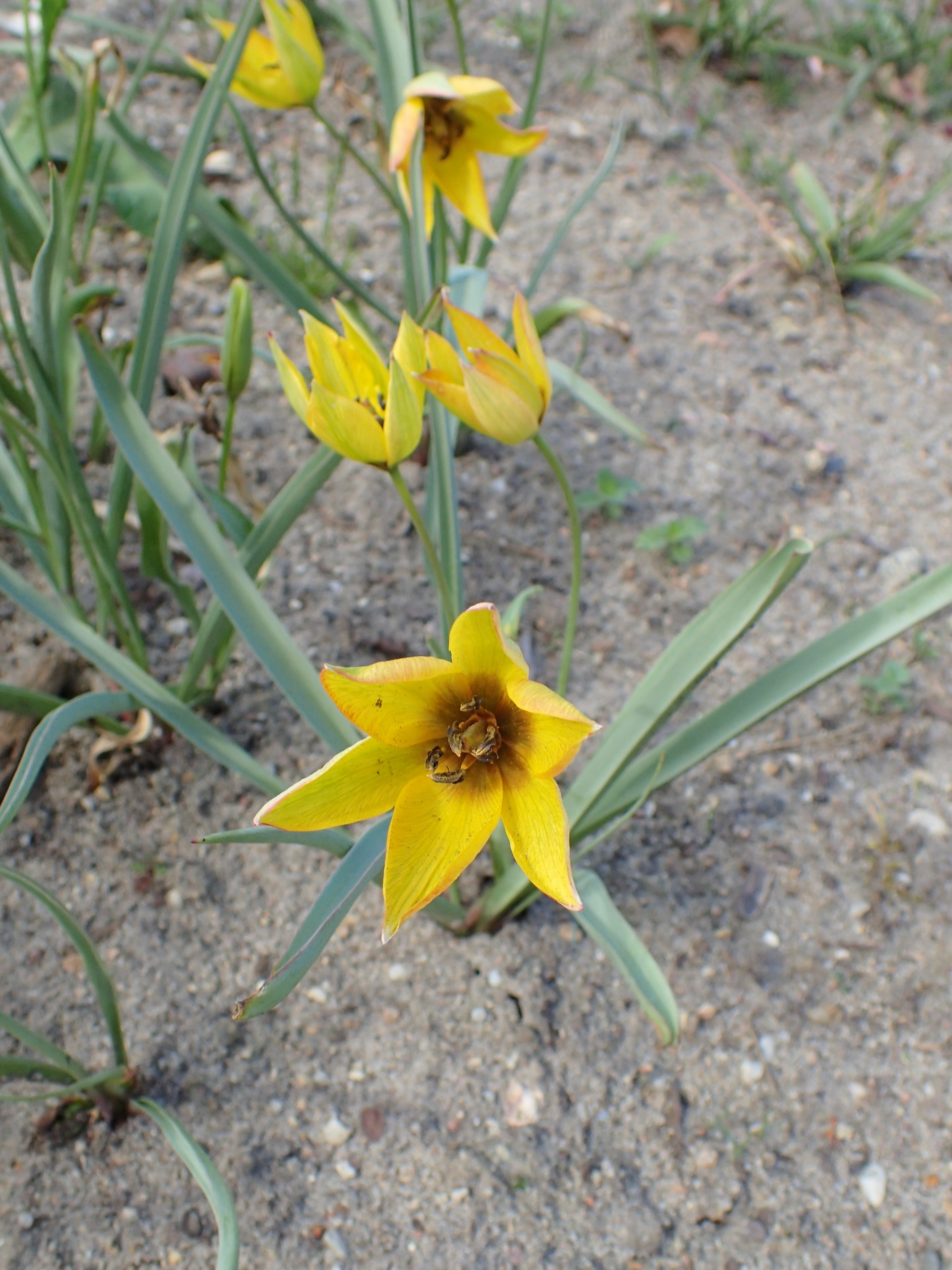
Habitus

## Merkmale
Die Orphanides-Tulpe ist eine ausdauernde Zwiebelpflanze, die Wuchshöhen von 10 bis 20 (35) Zentimeter erreicht. Der Stängel ist kahl oder flaumig behaart. Die 2 bis 7 Blätter erreichen eine Größe bis 20 × 2 Zentimeter. Sie sind grün, kahl und am Rand oft rötlich. Die 1 bis 4 Blüten sind kugelig bis sternförmig ausgebreitet. Die Blütenhüllblätter sind kupferrot bis orange, selten gelb und rot überlaufen. Ihr Basalfleck ist schwärzlich und manchmal gelb gerandet. Die äußeren Hüllblätter messen 3 bis 6 × 1 bis 1,8 Zentimeter, die inneren 3 bis 6 ×1,2 bis 2,1 Zentimeter. Die Staubbeutel sind dunkeloliv und 7 bis 12 Millimeter lang.
Blütezeit ist von April bis Mai.
Die Chromosomenzahl beträgt 2n = 36, seltener 24 oder 48.

## Vorkommen
Die Orphanides-Tulpe kommt im Südost-Balkan mit Griechenland und Bulgarien, auf Kreta und in der  westlichen Türkei in Schwarzkiefernwäldern, auf Äckern und an Straßenrändern in Höhenlagen von 0 bis 1700 Meter vor.

## Taxonomie
Die Orphanides-Tulpe wurde 1862 von Theodor Heinrich Hermann von Heldreich in Gartenflora. Monatsschrift für deutsche und schweizerische Garten- und Blumenkunde Jahrgang 1862 Seite 309, Tafel 373 als Tulipa orphanidea Boiss. ex Heldr. erstbeschrieben. Von Heldreich hatte den Namen von Pierre Edmond Boissier übernommen. Der Name der Art ehrt den griechischen Botaniker, Dichter und Politiker Theodoros Georgios Orphanides (1817–1886). Tulipa orphanidea Boiss. ex Heldr. hat nach POWO die Synonyme: Tulipa atheniensis Orph., Tulipa bithynica Griseb. ex Baker, Tulipa cruciata Baker, Tulipa doerfleri Gand., Tulipa goulimyi Sealy & Turrill, Tulipa hageri Heldr., Tulipa hayatii O.Schwarz, Tulipa hellespontica Degen, Tulipa theophrasti Candargy, Tulipa thracica Davidov und Tulipa whittallii A.D.Hall.

## Nutzung
Die Orphanides-Tulpe wird selten als Zierpflanze in Steingärten und Rabatten genutzt. Sie ist seit spätestens 1861 in Kultur.